# 萧楚女
萧楚女（1891年—1927年4月22日），原名树烈，学名楚汝，字秋，笔名楚女、初遇、抽玉、匪石、丑侣等等，原籍湖北黄陂，生于湖北汉阳。中国共产党早期党员。

## 生平
清朝光绪十七年（1891年）生于湖北省汉阳县鹦鹉洲一个木材商人家庭。幼年生活优裕。10岁时，长江洪水将其父的大批木排冲走。随后又发生一场火灾。家里从此陷入贫困。父亲也因肺病复发而在芜湖去世。12岁时，到一家木材行当学徒。13岁起，在汉口、镇江、芜湖等长江沿岸城市打工，先后当过轮船杂工、街头报童、酱园徒工、排字工人等。1911年武昌起义爆发，正在新军高尚志的卫戍第一镇当兵的萧楚女，参加了汉阳保卫战。清军进攻汉阳城时，他跳上城楼点燃大炮，轰击城下清军，一度令清军攻势减退。在战斗中，他有一只耳朵被震聋。中华民国初年退伍。
1912年，萧楚女考入武昌新民实业学校学习农桑。1914年，到武昌中华大学旁听，结识了恽代英。1915年，和朋友在武汉创办《崇德报》，他任主笔，抨击封建道德，传播新文化。1917年，任《大汉报》主笔，抨击军阀统治，用笔辛辣活泼，深受读者喜爱，一时成为很活跃的记者，《大汉报》也成为武汉的舆论中心。但不久就因言论激烈而被迫离开《大汉报》。五四运动前，在日本人开的《湖广新报》任编辑，用白话文宣传新文化。1919年五四运动时，他与朋友向全国报界联合会、报馆、新闻社、通讯社、学校学会和学界各团体发出启事，抗议日本夺占中国青岛，并声明脱离《湖广新报》。五四运动之后，开始接受马克思主义。1920年到襄阳湖北省立第二师范学校任教。1920年参加了恽代英等人在武汉创办的“利群书社”，成为该书社的主要成员之一。此后，还参加了恽代英等人创办的“共存社”。1921年，到宣城的安徽省立第四师范学校任国文教员。他作的一首词被谱为该校校歌。1922年夏，加入中国共产党。
1922年，萧楚女任《新报》主笔，常用笔名“楚女”发表文章，文笔俊逸。许多男青年以为他是个“楚楚动人的女子”，求爱信如雪片一般飞寄到报社。萧楚女只好在报上发表启事：“本报有楚女者，并非楚楚动人之女子，而是身材高大，皮肤黝黑并略有麻子之大汉也。”并撰文解释称，他为萧姓男子，“楚”是出生地，“女”是伟大纯洁的象征。
1922年8月，因传播革命思想遭到守旧势力攻击，萧楚女乃由宣城回学校采购图书及仪器，途经武汉。当时，恽代英从四川赴上海为学校采购图书及仪器，也途经武汉，同萧楚女相遇。经恽代英、林育南介绍，萧楚女赴四川泸县川南师范学校任教。到泸县后不久，川南政局变动，乃转赴重庆联合中学任国文教员。此时，四川的学生择师运动蔓延到整个四川，其中重庆、成都、泸县最为激烈。四川军阀开除了支持该运动的师生。萧楚女、王仲宣等人联合一批教师抗议。同时，萧楚女还与熊禹治等人创办“重庆公学”，招收青年学生100余人，开学后不久即被当局解散。萧楚女将当局封闭、解散重庆公学的布告作为“最后一课”的内容，向学生宣读及分析，鼓励学生赴农村开展宣传工作。
重庆公学解散后，1923年初，萧楚女应刘明扬的邀请，赴万县四川省立第四师范学校任教，在学生中间传播革命思想，还组织读书会，秘密成立了万县地区最早的中国社会主义青年团组织。1923年夏，萧楚女从万县来到重庆，任重庆女子第二师范学校国文教员。同时兼任《新蜀报》主笔（此后1924年、1925年又两度出任该报主笔），负责社论及时评，不断揭露四川军阀的罪恶，观点新颖，笔锋甚健，受到读者热烈欢迎，该报发行量猛增数倍。许多青年如游曦等等就是看了他在《新蜀报》上的文章后才逐渐投身革命。
1924年1月，萧楚女因母亲病重而离开重庆回武汉。母亲逝世后，赴湖北襄阳又回武汉。当时，萧楚女已经是中国社会主义青年团中央委员。随后，抵达上海，协助恽代英编辑《中国青年》。
1924年8月初，应重庆的革命师生及重庆的中国社会主义青年团组织多次要求，经组织批准，萧楚女回到重庆任《新蜀报》主笔，并在重庆女子第二师范学校任教。9月1日，中国社会主义青年团中央任命萧楚女为特派员，负责领导并整顿四川成都、泸州、重庆三地的中国社会主义青年团组织。萧楚女决定将重庆的团组织作为工作重点。萧楚女、童庸生等人发起成立了以研究社会科学为宗旨的“四川平民学社”，并在成都等地设分社。学社出版《爝光》杂志，宣传革命理论，并创办3所平民学校。萧楚女等人又组织“学行励进会”。萧楚女以上述组织的成员为基础，举办谈话会、讲演会、读书会，向青年讲解马列主义及俄国十月革命，吸收青年加入团组织。最终成立了更符合团章规定的重庆社会主义青年团地方委员会，还将团员中的优秀者转入中国共产党。同时，萧楚女还和重庆社会主义青年团地方委员会负责人一起领导了各界群众反对日本商轮“德阳丸”偷运劣币至重庆的斗争。
此时，国家主义派领袖曾琦在《醒狮》报上发文宣传国家主义，攻击《新蜀报》及萧楚女。萧楚女撰写多篇文章，反驳了曾琦的理论，并引导各校师生举办国家主义理论讨论会。为批判《醒狮》的言论，萧楚女还编辑了一本刊物《肃清》在民众中间散发。后来1925年10月在上海还写出了《显微镜下之醒狮派》一书。

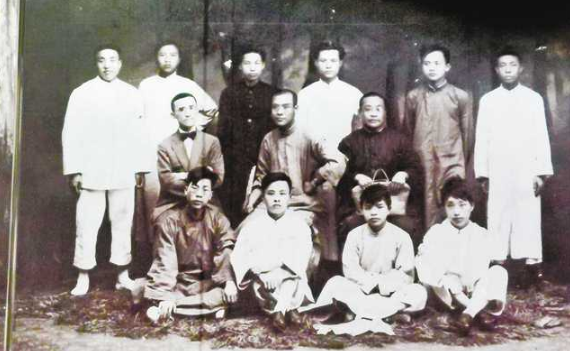
1925年春重庆团地委部分负责人合影，第2排左起第2位为萧楚女。

1925年初，为支持孙中山出席在北京召开的国民会议促成会全国代表大会，中国共产党指示各地党团组织支持孙中山北上，并选举赴北京参加大会的代表。在萧楚女和重庆社会主义青年团地方委员会领导下，选出中国共产党党员和中国国民党左派人士共13人赴北京参加大会。3月12日，孙中山在北京病逝。消息传到重庆，萧楚女为《新蜀报》撰写了悼念孙中山的社论，并参与领导了重庆各群众团体举行的规模很大的悼念活动。
萧楚女在四川的活动受到四川军阀威胁。重庆当局曾3次胁迫萧楚女离开四川，甚至想动用武力。杨闇公邀萧楚女到他家暂住躲避。此时，四川的社会主义青年团组织的整顿已基本完成，四川中国共产党组织的发展已奠定基础，萧楚女便将工作移交给杨闇公。1925年5月，萧楚女离开重庆，乘船赴上海。此后在上海与恽代英共同主编中国社会主义青年团中央机关刊物《中国青年》，萧楚女在其中发表70多篇文章。1925年8月，到河南协助中共豫陕区委书记王若飞主编中共党组织机关报《中州评论》。萧楚女还支持民众反帝行动，同中国国民党右派戴季陶进行了斗争。1925年孙中山逝世后，戴季陶在中国国民党一届三中全会上提出以“建立纯正的三民主义”为中国国民党的最高原则，并发表了一系列文章、小册子，认为共产主义不适用于中国，中国共产党党员应退出中国国民党。戴季陶的言论引发中共的陈独秀、瞿秋白、恽代英、萧楚女、施存统、毛泽东等人分别发表文章反驳。为反驳戴季陶，萧楚女在《中国青年》上发表多篇文章，到一些大学演讲，1925年10月又写出《国民革命与中国共产党》。
1926年，萧楚女到广州协助毛泽东编辑《政治周报》，并任广州农民运动讲习所（毛泽东为所长）专职教员（也是当时该所唯一的专职教员）。萧楚女在该所负责基础理论教学及学员思想政治工作。1964年，毛泽东在回忆这段往事的时候说：“我是很喜欢他的，农民运动讲习所的教书，主要靠他。”萧楚女主讲《帝国主义》、《中国民族革命运动史》、《社会问题与社会主义》三门课，亲自编写了这三本教材。萧楚女帮毛泽东指导学生研究农民问题，将研究成果编印为《农民问题丛刊》，毛泽东作序。该所还发给学员每人一套参考书，由萧楚女出题目，学生自学找答案。
1926年底，受中共党组织委派，调任黄埔军校政治教官，并兼任黄埔军校中国国民党特别党部宣传委员会政治顾问，参与指导全校政治工作。他发扬毁灭自己、照亮别人的“蜡烛精神”，努力工作，且在课堂上口才出众，成为该校最受学生欢迎的政治教官之一。他还是黄埔军校的《黄埔日刊》（编辑全部为中共党员）的主要撰稿人，在该报《政治解答》栏目撰稿千余条，解答黄埔军校学生们提出的各种政治问题。1927年3月，因劳累病情恶化，到广州东山医院住院治疗。
1927年4月15日，在广州的萧楚女等中国共产党人在广州四一五事件中被逮捕，拘押在广州市公安局监狱内。广州的中国国民党清党委员会决定审讯知名中国共产党人，在广州市公安局内成立“军政督察委员会”。1927年4月20日，萧楚女被押进刑讯室，受到严刑拷打，但坚强不屈。1927年4月22日夜，萧楚女等人在广州南石头惩戒场监狱被处决。1927年5月1日，《北京晨报》刊登《共产党首领均被枪决，羁押党人转解惩戒场，大检举仍在进行中》，披露了广州四一五事件及萧楚女等中国共产党人被处决的消息。1927年6月25日，《中国青年》发表文章悼念萧楚女。